# Cesar Calejon
Cesar Antonio Calejon Ibrahim (nacido el 11 de julio de 1979) es un periodista y escritor brasileño. Desde las elecciones generales de Brasil en 2018 ha sido crítico de Jair Bolsonaro y del movimiento conocido como “Bolsonarismo”, habiendo escrito varios libros sobre el tema. También participó en debates en TV y radio, especialmente en el Grupo Jovem Pan, donde se vio envuelto en algunas polémicas con otros comentaristas.
El periodista ha colaborado como columnista en la revista informativa CartaCapital, la revista Trip y el portal Brasil 247.
Calejon tiene una especialización en Relaciones Internacionales de la Fundación Getulio Vargas y una maestría en Cambio Social y Participación Política de la Universidad de São Paulo.

## Libros
- 2019: A Ascensão do Bolsonarismo no Brasil do Século XXI
- 2021: Tempestade Perfeita: o bolsonarismo e a sindemia covid-19 no Brasil
- 2022: Sobre perdas e danos: negacionismo, lawfare e neofascismo no Brasil
- 2023: Esfarrapados: Como o elitismo histórico-cultural moldou as desigualdades no Brasil